# Antonio Roldán Betancur
Antonio Roldán Betancur  (Briceño, Antioquia, 17 de febrero de 1946 - Medellín, Antioquia, 4 de julio de 1989) fue un médico, dirigente deportivo y político colombiano.
Fue gobernador del departamento de Antioquia entre 22 de agosto de 1988 y 4 de julio de 1989, día en que fue asesinado por el Cartel de Medellín.

## Biografía
Roldán Betancur pasó su infancia en la escuela Pedro Olarte Sañudo, y luego estudió medicina en la Universidad de Antioquia donde también estuvo vinculado al consejo estudiantil. Fue fundador y editor del periódico Gamma 69.
Comenzó sus primeros pasos en la política y la dirigencia deportiva como dirigente regional de Coldeportes en Antioquia, y luego fue nombrado jefe seccional del Servicio de Salud de la región de Urabá por el entonces gobernador de Antioquia Fernando Panesso. Fue alcalde y concejal del municipio de Apartadó, gerente de Corpourabá, y de la Fábrica de Licores de Antioquia.
En 1984, fue presidente del club de fútbol Atlético Nacional.

### Gobernador de Antioquia (1988-1989)
El 18 de agosto de 1988, Roldán Betancur fue nombrado gobernador de Antioquia por el gobierno de Virgilio Barco.

## Familia
Fue hermano de Raúl, Arturo (exrepresentante a la Cámara y concejal del municipio de Apartadó), y Rosa Roldán Betancur.
Estuvo casado con Gloria Alzate, con quien tuvo dos hijas.

## Muerte
Roldán Betancur fue asesinado por sicarios del cartel de Medellín a las 7:00 a. m. del 4 de julio de 1989. Roldán Betancur fue asesinado en un atentado con carro bomba que iba dirigido contra el director de la Policía de Antioquía, Valdemar Franklin Quintero, pero los sicarios confundieron la caravana de vehículos de Roldán con la de Quintero. El atentado fue coordinado por sicarios de Escobar, Jhon Jairo Velásquez Vásquez alias "Popeye" y John Jairo Arias alias "Pinina" quienes lideraban la banda Los Priscos.
Los sicarios confundieron el vehículo Mercedes-Benz igual al del Policía Nacional con el del gobernador y detonaron una carga de 100 kilos de dinamita, cuando Roldán se desplazaba desde su casa en Florida Nueva, por las calles del barrio Estadio con destino al Centro Administrativo La Alpujarra donde está la sede de gobierno antioqueña. El explosivo fue detonado frente a la villa olímpica Atanasio Girardot de Medellín, y Producto de la explosión también murieron Luis Eduardo Rivas Tobón y Luis Fernando Rivera Arango, quienes eran sus escoltas; el concejal conservador Rodrigo de Jesús Garcés Montoya, Alberto Moreno Saldarriaga y Rigoberto Hernández, trabajador del Tren Metropolitano de Medellín. Roldán sobrevivió a la explosión pero quedó atrapado en el vehículo y al no poder escapar, murió incinerado.

## Homenajes
El Aeropuerto Antonio Roldán Betancourt de Carepa, y el Hospital Antonio Roldan Betancur de Apartadó fueron nombrados en su honor. Como también el colegio Antonio Roldán Betancur en el municipio de Briceño y la I.E Antonio Roldán Betancur en Bello, Necoclí y en Tarazá.